# Слюсар Михайло
Михайло Слюсар (20 листопада 1892, с. Бунів, Яворівський повіт, Галичина — †  19 вересня 1970, США) — поручник УГА і Армії УНР. Учасник Визвольної Боротьби України в рядах УГА і Армії УНР, нагороджений Хрестом УГА, Воєнним Хрестом і Пропам'ятною Відзнакою 50-річчя Відродження Збройних Сил України, діяльний член Ньюйоркського Відділу ОбВУА, заслужений громадський діяч в краю і на еміграції.

## Життєпис
Народився 20-го листопада 1892 року в селі Бунів, Яворівського повіту, Галичина. Середню освіту з іспитом зрілости одержав у Філії української Академічної гімназії у Львові.
В І-й світовій війні брав участь в австрійсько-угорській армії, з якої в листопаді 1918 р. зголосився добровольцем до Української Галицької Армії. В її рядах перебув усі походи і бої проти поляків в Галичині та проти большевиків на Придніпрянщині, при чому був кілька разів ранений. Після обеззброєння поляками УГА, служив в Армії УНР.
В серпні 1920 р. перейшов у складі Групи генерала Антіна Кравса до Чехословаччини і був інтернований в українському таборі спершу в Ліберці, а відтак в Йозефові, де був затруднений через деякий час в українській таборовій Команді.
Згодом вступив до Торговельної Академії в Празі, яку закінчив з дуже добрим успіхом. Після признання Східньої Галичини Радою Амбасадорів Польщі в березні 1923 р., повернувся на Рідні Землі та зараз же включився з молодечим запалом у громадську, а зокрема кооперативну працю. Працюючи довший час на пості директора Кооперативи в Яворові, виявив себе знаменитим організатором. Наладнавши як слід діловодство і працю цієї установи, перебрався в рідне село Бунів, щоб зорганізувати там громадське і кооперативне життя.
Під час другої світової війни був вивезений на працю до Німеччини, а звідтіль еміґрував до США.